# Berg en Dal (gemeente)

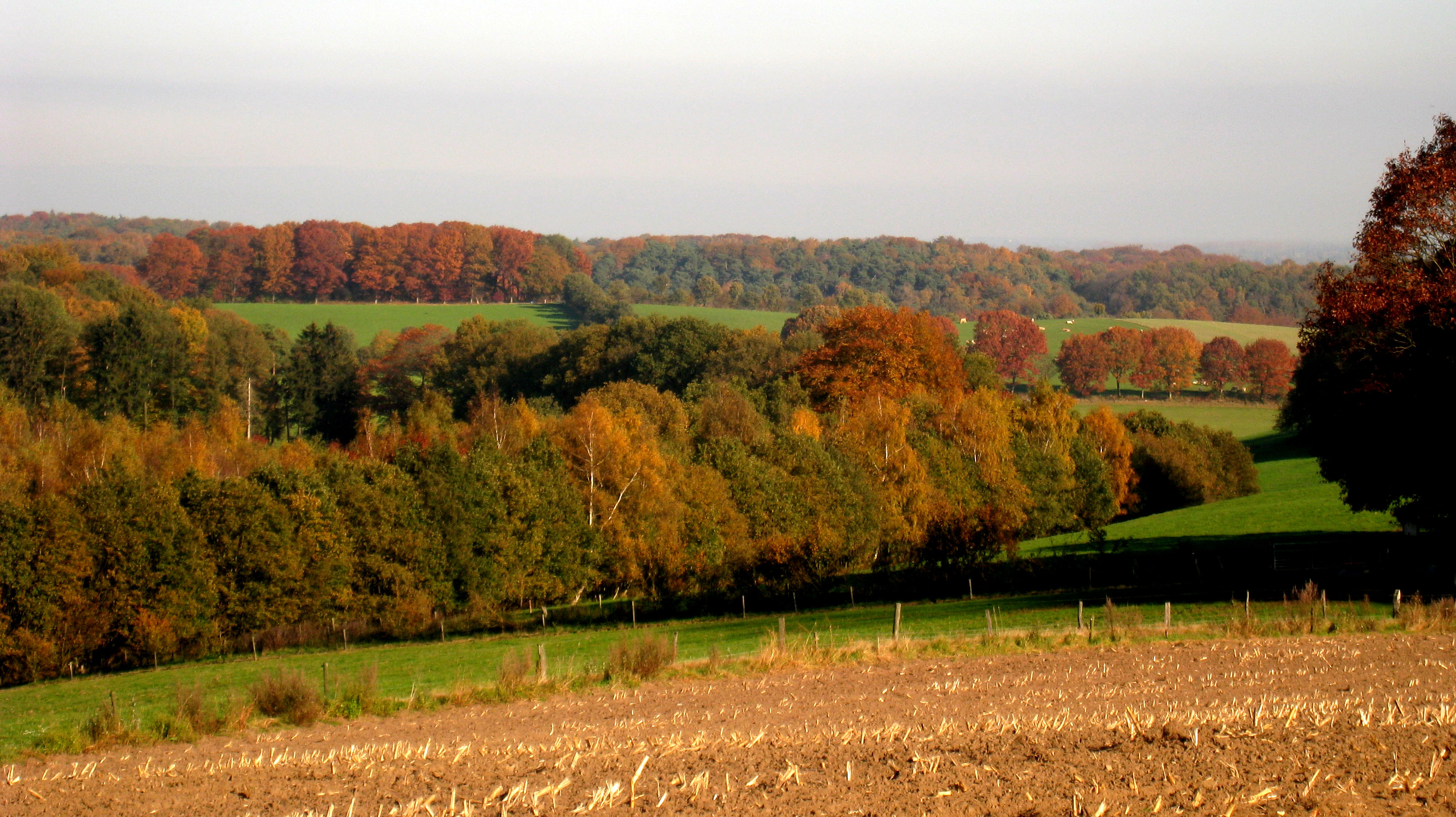
Landschap rondom Groesbeek

Berg en Dal is een gemeente in het zuiden van de Nederlandse provincie Gelderland. Zij omvat de voormalige gemeenten Groesbeek, Millingen aan de Rijn en Ubbergen, die per 1 januari 2015 zijn gefuseerd. De gemeente telt volgens de officiële plaatsnamenlijst 11 dorpen met in totaal 35.474 inwoners en heeft een totale oppervlakte van 93,28 km², waarvan 86,31 km² land en 6,97 km² water (22 november 2024, bron: CBS).
De gemeente bestaat uit een hoger gelegen deel op de Nederrijnse Heuvelrug waar onder meer de dorpen Berg en Dal, Groesbeek en Beek zijn gelegen, en een lager gelegen deel nabij de rivier de Waal en het Bijlandsch Kanaal, met daarin onder meer de dorpen Ooij, Leuth en  Millingen. Het hoogste punt van de gemeente ligt op 100 meter + NAP.

## Geschiedenis
Nadat in december 2012 door de drie respectievelijke gemeenteraden tot de herindeling was besloten, werd in november 2014 de verkiezing gehouden voor de nieuw te vormen gemeenteraad. Hierbij werd het CDA de grootste partij en haalden ook lokale partijen veel zetels.
Op 1 januari 2019 werd de grens met de aangrenzende gemeente Nijmegen op zeven plaatsen gewijzigd. Aangezien hierbij maar een klein aantal inwoners betrokken was werd Berg en Dal niet betrokken in de Gemeentelijke herindelingsverkiezingen van 2018.

## Naam
De drie fusiepartners werden in het voortraject nog aangeduid met de verzamelnaam MUG-gemeenten, afgekort naar hun beginletters.
In het eerste jaar na de fusie werd als naam Groesbeek gebruikt, gelijkluidend aan die van de grootste fusiepartner.

### Referendum
Op de verkiezingsdag in november 2014 werd tevens een referendum gehouden over de naam van de gemeente. Dit was afgedwongen nadat een tegenbeweging in het dorp Groesbeek, de grootste woonplaats, heftig had geprotesteerd tegen het oorspronkelijke voorstel van de betrokken burgemeesters om de nieuwe fusiegemeente Berg en Dal te noemen. Er kon nu gekozen worden uit de namen Berg en Dal en Groesbeek. De eerstgenoemde naam behaalde een minimale meerderheid: 50,8 tegen 49,2%. In Groesbeek werd vooral voor de naam Groesbeek gestemd, maar in de polderdorpen Millingen, Leuth en Ooij koos de meerderheid voor Berg en Dal, evenals in Beek en Berg en Dal zelf.
Het was een raadplegend referendum; op basis van de uitslag hiervan bepaalde de nieuwe gemeenteraad in januari 2015 definitief de naam van de nieuwe gemeente conform de uitslag van het referendum, en deze wordt vanaf 1 januari 2016 officieel gebruikt. Alle partijen respecteerden de uitslag van het referendum en de stemming was unaniem. Door het referendum leefden de verkiezingen sterker dan bij de beide vorige raadsverkiezingen; de opkomst was relatief hoog (66,3 procent).

## Kernen

### Officiële kernen
| Woonplaats (BAG)      | Inwoners 2023 |
| --------------------- | ------------- |
| Beek                  | 3.655         |
| Berg en Dal           | 2.440         |
| Erlecom               | 155           |
| Groesbeek             | 17.120        |
| Heilig Landstichting  | 850           |
| Kekerdom              | 485           |
| Leuth                 | 1.745         |
| Millingen aan de Rijn | 5.875         |
| Ooij                  | 2.535         |
| Persingen             | 95            |
| Ubbergen              | 475           |

N.B. de geografisch afzonderlijke kernen De Horst en Breedeweg zijn volgens de plaatsnamenlijst officieel geen aparte dorpen, maar vallen, ook qua postadres, in Groesbeek. Op sommige kaarten worden ook Groenlanden en Wercheren vermeld. Groenlanden valt onder Ooij, terwijl Wercheren onder Persingen valt.

## Politiek

### College 2014-2018
De volgende zes partijen hadden na de gemeenteraadsverkiezingen van 2014 een coalitie gevormd: CDA, Groesbeekse Volkspartij (GVP), Voor Openheid en een Leefbaar Groesbeek (VOLG), Combinatie'90 (C'90), Gemeente-, Jeugd- en Sportbelangen (GJS) en Voor Berg en Dal (VBenD). Deze partijen zijn samen goed voor 15 van de 23 zetels in de gemeenteraad. Het was de eerste coalitie voor de gemeente Berg en Dal.
Het college bestond in die periode uit de burgemeester en vier deeltijdwethouders (deeltijdpercentage van 85%). De wethouders zijn Sylvia Fleuren (CDA), Sjaak Thijssen (GVP), Alex ten Westeneind (GJS) en Erik Weijers (VOLG). Ten Westeneind nam, volgens afspraak tijdens de coalitieonderhandelingen, op 1 juli 2016 het stokje over van Ria Barber (C'90). De exacte portefeuilleverdeling staat hieronder:
- Burgemeester Slinkman: Algemene en bestuurlijke zaken • Herindeling en harmonisatie • Samenwerkingsagenda ((sub)regionaal) • Internationale samenwerking • Strategische visie • Regiegemeente • Beleidscoördinatie • Bedrijfsvoering/P&O • Informatievoorziening en automatisering • Dienstverlening • Politie, openbare orde • Brandweer, veiligheid en rampenbestrijding • “burgervader-rol” bij crisissituaties • Coördinatie toezicht en handhaving (met betrekking tot alle portefeuilles) • Asielbeleid • Integrale veiligheid • Communicatie en (lokale) media • Representatie • Voorlichting.
- Wethouder Fleuren: Financiën • Belastingen • Inkoop- en aanbestedingsbeleid • Economische Zaken/Werkgelegenheid/Werkbedrijf/Werkklanten • Toerisme en Recreatie.
- Wethouder Thijssen: Decentralisaties (participatie/jeugdzorg/wmo-awbz) • Sociale Zaken en WMO • Welzijn • Wonen • Volksgezondheid • Milieu en Afval • Project Centrumplan Groesbeek.
- Wethouder ten Westeneind: Ruimtelijke ordening en ontwikkeling • Grondzaken • Omgevingsvergunningen • Openbare Werken • Verkeer, Vervoer, Mobiliteit • Nutsbedrijven • Integraal Waterbeheer.
- Wethouder Weijers: Natuur en Landschap • Coördinator thema duurzaamheid • Monumenten • Kunst en Cultuur • Bibliotheek • Onderwijs • Sport • Subsidies.

### College 2018-2022
In april 2018 bereikten CDA, Polderbreed, Groesbeekse Volkspartij (GVP) en GroenLinks een coalitieakkoord, dat de naam "Duurzaam verder bouwen" draagt. . Deze partijen hebben samen 12 van de 23 zetels in de gemeenteraad. De beoogde wethouders zijn Sylvia Fleuren (CDA), Annelies Visser (Polderbreed), Irma van de Scheur (GVP) en Nelson Verheul (GroenLinks). Zij worden op 17 mei geïnstalleerd.
De portefeuilleverdeling is als volgt:
- Burgemeester Slinkman: Algemene en bestuurlijke zaken • Samenwerkingsagenda ((sub)regionaal) • Internationale samenwerking • Strategische visie • Beleidscoördinatie • Bedrijfsvoering/P&O • Dienstverlening • Politie, openbare orde • Brandweer, veiligheid en rampenbestrijding • “Burgervader-rol” bij crisissituaties • Asielbeleid • Voorlichting, communicatie en (lokale)media.
- Wethouder Fleuren: Financiën • Belastingen • Toerisme en Recreatie • Verkeer, vervoer en mobiliteit • Openbare Werken • Nutsbedrijven.
- Wethouder Verheul: Coördinatie thema duurzaamheid • Milieu, energie, klimaat en afval • Wonen • Ruimtelijke Ordening en ontwikkeling • Coördinator Omgevingswet • Grondzaken • Vergunningverlening en handhaving • ICT • Inkoop- en aanbestedingsbeleid.
- Wethouder Van de Scheur: Lokale toegangspoort • Welzijn en volksgezondheid • Wmo en jeugd • Werk en inkomen • Economische zaken en werkgelegenheid.
- Wethouder Visser: Natuur en landschap • Monumenten, erfgoed en archeologie • Integraal waterbeheer • Coördinatie thema leefbaarheid • Kunst, cultuur en musea • Bibliotheek • Onderwijs en sport • Accommodaties en subsidies.

### College 2022-2026
In mei 2022 bereikten Kernachtig Groesbeek en Lokaal! coalitieakkoord, dat de naam "De wensen van nu versus de opgave van de toekomst" draagt. Deze partijen hebben samen 13 van de 25 zetels in de gemeenteraad. De beoogde wethouders zijn Erik Weijers (Kernachtig Groesbeek), en Alex ten Westeneind (Lokaal!) Irma van de Scheur (Kernachtig Groesbeek) en Ria Barber (Lokaal!). Zij werden op 19 mei 2022 geïnstalleerd.
De portefeuilleverdeling is als volgt:
- Burgemeester Slinkman: Algemene en bestuurlijke zaken • Samenwerkingsagenda ((sub)regionaal) • Internationale samenwerking • Strategische visie • Beleidscoördinatie • Bedrijfsvoering/P&O • Dienstverlening • Politie, openbare orde • Brandweer, veiligheid en rampenbestrijding • “Burgervader-rol” bij crisissituaties • Crisisopvang • Integrale veiligheid • Voorlichting, representatie, communicatie en (lokale) media • Coördinatie toezicht en handhaving (m.b.t. alle portefeuilles).
- Wethouder Weijers: Energietransitie • Natuur en landschap • Toerisme en Recreatie • Monumenten, erfgoed en archeologie • Kunst, cultuur en musea • Bibliotheek • Onderwijs en sport • Accommodaties en subsidies • Eerste locoburgemeester.
- Wethouder Ten Westeneind: Wonen • Milieu, klimaat en afval • Ruimtelijke ordening en ontwikkeling • Coördinatie omgevingswet • Grondzaken • Vergunningverlening en handhaving • ICT • Inkoop- en aanbestedingsbeleid • Tweede locoburgemeester.
- Wethouder Van de Scheur: WMO en jeugd • Lokale toegangspoort • Welzijn en volksgezondheid • Economische zaken en werkgelegenheid • Statushouders • Derde locoburgemeester.
- Wethouder Barber: Financiën • Belastingen • Verkeer, vervoer en mobiliteit • Openbare werken • Nutsbedrijven • Integraal waterbeheer • Vierde locoburgemeester

### Gemeenteraad
De gemeenteraad van de fusiegemeente Berg en Dal bestaat sinds 2022 uit 25 zetels. Hieronder de behaalde zetels per partij bij de gemeenteraadsverkiezingen sinds 2014:
| Partij                                         | 2014   | 2018 | 2022 |
| ---------------------------------------------- | ------ | ---- | ---- |
| Kernachtig Groesbeek2                          | -      | -    | 7    |
| Lokaal!1                                       | -      | -    | 6    |
| CDA                                            | 3      | 4    | 3    |
| GroenLinks                                     | 2      | 3    | 3    |
| D66                                            | 1      | 1    | 3    |
| PvdA                                           | 2      | 1    | 2    |
| VVD                                            | 1      | 1    | 1    |
| Polderbreed                                    | -      | 3    | -    |
| Gemeente-, Jeugd- en Sportbelangen (GJS)       | 2      | 2    | -    |
| Groesbeekse Volkspartij (GVP)                  | 3      | 2    | -    |
| Voor Openheid en een Leefbaar Groesbeek (VOLG) | 3      | 2    | -    |
| Voor Berg en Dal (VBenD)                       | 2      | 2    | -    |
| Sociaal Groesbeek                              | 2      | 2    | -    |
| Combinatie'90 (C'90)                           | 2      | -    | -    |
| Totaal                                         | 23     | 23   | 25   |
| Opkomst                                        | 66,28% |      |      |

1 Dit betreft een fusie van de volgende partijen: Polderbreed, Gemeente-, Jeugd- en Sportbelangen en Voor Berg en Dal.
2 Dit betreft een fusie van de volgende partijen: Groesbeekse Volkspartij, Voor Openheid en een Leefbaar Groesbeek en Sociaal Groesbeek.

## Topografie
Topografische kaart van gemeente Berg en Dal, per september 2022

## Monumenten en beelden
- Lijst van rijksmonumenten in Berg en Dal (gemeente)
- Lijst van gemeentelijke monumenten in Berg en Dal (gemeente)
- Lijst van oorlogsmonumenten in Berg en Dal
- Lijst van beelden in Berg en Dal

## Openbaar vervoer
In de gemeente Berg en Dal rijden de volgende buslijnen:
- 5 Beuningen - Nijmegen CS - Heilig Landstichting - Groesbeek - Breedeweg/De Horst (Hermes)
- 8 Nijmegen Hatert - CS - Centrum - Berg en Dal (Hermes)
- 60 Millingen aan de Rijn - Bimmen (D) - Keeken (D) - Düffelward (D) - Rindern (D) - Kleef (D) (LOOK)
- 76 (Schoolvervoer) Millingen → Kekerdom → Leuth → Erlecom → Ooij → Beek → Berg en Dal → Groesbeek (Hermes)
- 80 Millingen - Kekerdom - Leuth - Erlecom - Ooij - Beek - Ubbergen - Nijmegen CS (Hermes)
- 82 (Sneldienst) Millingen - Kekerdom - Leuth - Wercheren - Beek - Nijmegen CS (Hermes)
- 562 (Buurtbus) Beek - Berg en Dal - Groesbeek - Malden (Hermes)
- 564 (Buurtbus) Groesbeek - Molenhoek (Hermes)
- SB58 Emmerik (D) - Kleef (D) - Donsbrüggen (D) - Nütterden (D) - Kranenburg (D) - Wyler (D) - Beek - Nijmegen (NIAG/LOOK)

## Aangrenzende gemeenten
| Aangrenzende gemeenten | Aangrenzende gemeenten | Aangrenzende gemeenten | Aangrenzende gemeenten | Aangrenzende gemeenten |
| ---------------------- | ---------------------- | ---------------------- | ---------------------- | ---------------------- |
| Nijmegen               |                        | Lingewaard             |                        | Zevenaar               |
|                        |                        |                        |                        |                        |
| Heumen                 | Kleef (D)              |                        |                        |                        |
|                        |                        |                        |                        |                        |
| Mook en Middelaar (L)  |                        | Gennep (L)             |                        | Kranenburg (D)         |

## Stedenbanden
Berg en Dal heeft een stedenband met de volgende gemeenten:
- Körmend (Hongarije), van 1999 tot 2016
- Kranenburg (Duitsland)